# Minni Arcua Minnawi

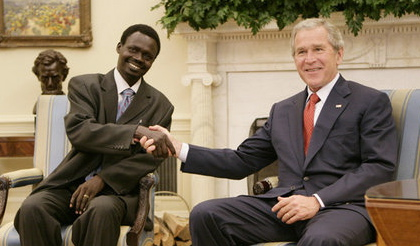
Minni Minnawi bei George W. Bush

Minni Arcua Minnawi (* 1968 oder 1969, arabisch مني مناوي) ist der Führer der größten Fraktion der Sudanesischen Befreiungsarmee (SLA/M). Er gehört dem Stamm der Zaghawa an.
Unter Minnawis Leitung unterschrieb seine SLA/M-Fraktion am 5. Mai 2006 in der nigerianischen Hauptstadt Abuja als einzige der Rebellenorganisationen im Darfur-Konflikt ein Friedensabkommen (Darfur Peace Agreement, DPA) mit der sudanesischen Regierung. Damit stellte er sich gegen die SLA-Unity-Fraktion von Abdel Wahed Mohammed al-Nur und gegen die islamistische JEM. Im August 2006 wurde Minnawi dafür als oberster sudanesischer Funktionär in der Darfur-Region, als Vorsitzender der Regional Interim Authority von Darfur und als Hauptberater des Präsidenten, damit als das vierthöchste Mitglied der Präsidentschaft eingesetzt. Die Verhandlungen in Abuja waren erfolglos, das Abkommen wurde nie umgesetzt. Die Gewalt nahm in der Folgezeit sogar noch zu, da die Fraktionen, die nicht unterzeichnet hatten, sich nun auch gegen Minnawi Gefechte lieferten. Minnis Fraktion kämpft seither prinzipiell auf Seiten der Regierung, laut Amnesty International griffen aber Mitglieder seiner Fraktion zwischen dem 4. und 8. Juli 2006 Zivilisten in der Korma-Region, 70 km nordwestlich von al-Faschir, an. Etwa 72 Menschen wurden getötet, 103 verletzt und 39 Frauen vergewaltigt. Als Grund nannten die Angreifer die Ablehnung des Friedensabkommens.
Am 14. September 2006 erklärte Minnawi, dass er nicht Einspruch gegen die Entsendung einer UN-Friedenstruppe nach der UN-Resolution 1706 erhebt, im Gegensatz zur sudanesischen Regierung. Im März 2007 wird gemeldet, dass Minnawi seine bisherigen acht Monate im Amt der Regierung als Enttäuschung/Fehlschlag betrachte. „Wenn es den politischen Willen aus Khartum gäbe, dann würde die Situation in Darfur ruhig sein.“
Im April 2008 verließ Minnawi informell wieder die Seite der Regierung und setzte sich in den Norden Darfurs ab, wo er sich seither überwiegend aufhält und die Angriffe der Regierung und den fehlenden Friedensprozess beklagt. Gründe für diese Abkehr Minnawis liegen zum einen in dem nicht vollständigen Rückhalt seiner eigenen Leute nach der Unterzeichnung des Friedensvertrags – im Mai 2008 hatte sich ein Kommandant von Minnawi mit seiner Gruppe zur gegnerischen SLM-Unity abgesetzt, einer Gruppierung, die sich schon zuvor von Minnawi losgesagt hatte, zum anderen in der rein formalen Bedeutung seines hohen Regierungsamtes, denn „das Fehlen jeglicher Ausstattung in seinem Büro zeigt, dass er nicht an Entscheidungen beteiligt wird und diese – im besten Falle – aus den Medien erfährt.“ Als Konsequenz daraus zog sich Minnawi in den Südsudan zurück, erklärte im Dezember 2010 das Friedensabkommen von 2006 für gescheitert und seine Organisation zum erneuten Kampf bereit.
Im Mai 2021 wurde Minni Minnawi zum Gouverneur von Darfur ernannt.